# Teoria algebrica dei numeri

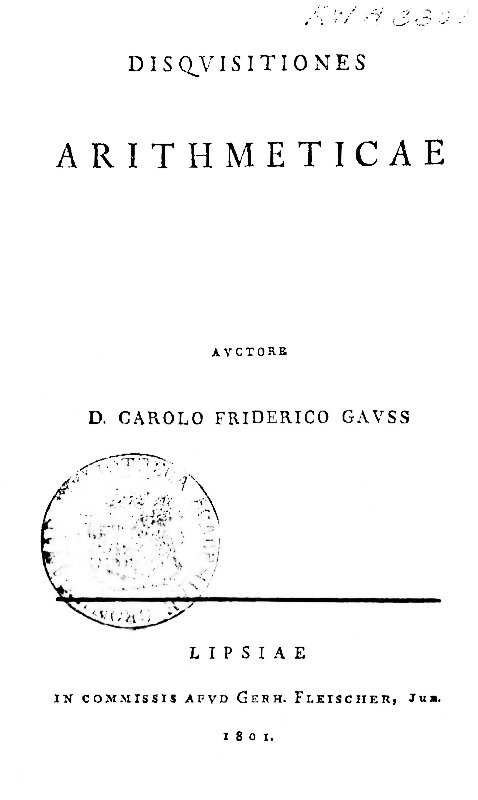
Copertina della prima edizione del Disquisitiones Arithmeticae, uno dei principali testi che fondarono la moderna teoria algebrica dei numeri

La teoria algebrica dei numeri è una branca della teoria dei numeri che usa le tecniche dell'algebra astratta per studiare gli interi, i razionali e le loro generalizzazioni. In questo modo, i problemi teorici sui numeri possono essere espressi in termini di proprietà di oggetti algebrici come i campi algebrici di numeri e i loro anelli di interi, i campi finiti, e il campo delle funzioni. Queste proprietà, come se un anello ammetta fattorizzazione unica, il comportamento degli ideali e i gruppi di Galois dei campi, possono risolvere problemi di primaria importanza nella teoria dei numeri, come l'esistenza di soluzioni delle equazioni diofantee.

## Storia della teoria algebrica dei numeri

### Diofanto
Le origini della teoria algebrica dei numeri si possono rintracciare nelle equazioni diofantee, che prendono il nome dal matematico alessandrino del III secolo, Diofanto, che le studiò e sviluppò dei metodi per la risoluzione di alcuni tipi di equazioni. Un tipico problema diofanteo è trovare due interi x e y tali che la loro somma e la somma dei loro quadrati siano uguali rispettivamente ad A e B:
{\displaystyle A=x+y\ }
{\displaystyle B=x^{2}+y^{2}.\ }
L'equazioni diofantee sono state studiate per migliaia di anni. Per esempio, le soluzioni dell'equazione diofantea quadratica x2 + y2 = z2 sono date dalle terne pitagoriche, originariamente risolta dai Babilonesi (c. 1800 a.C.). Si possono risolvere le equazioni diofantee lineari, come 26x + 65y = 13, utilizzando l'algoritmo di Euclide (c. V secolo a.C.).
L'opera maggiore di Diofanto fu l'Arithmetica, di cui solo una porzione è sopravvissuta.

### Fermat
L'ultimo teorema di Fermat fu per la prima volta congetturato da Pierre de Fermat nel 1637 in una copia dell'Arithmetica, affermando di avere una dimostrazione troppo grande per entrare nel margine del foglio. Non venne pubblicata nessuna dimostrazione valida fino al 1995, nonostante lo sforzo di innumerevoli matematici. Il problema irrisolto stimolò lo sviluppo della teoria algebrica dei numeri durante il XIX secolo e la dimostrazione del teorema di modularità nel secolo successivo.

### Gauss
Una delle opere fondanti della teoria algebrica dei numeri, il Disquisitiones Arithmeticae (latino: "Indagini aritmetiche") fu il testo di teoria dei numeri scritto da Carl Friedrich Gauss nel 1798, quando Gauss aveva 21 anni, e pubblicato per la prima volta nel 1801. In questo libro Gauss mette insieme i risultati di teoria dei numeri ottenuti da matematici come Fermat, Eulero, Lagrange e Legendre, aggiungendo propri risultati importanti. Prima che il Disquisitiones fosse pubblicato, la teoria dei numeri consisteva in una collezione di teoremi isolati e congetture. Gauss unì le opere dei suoi predecessori e i suoi lavori originali in una struttura sistematica, riempì le lacune, corresse le dimostrazioni delicate ed estese la materia in altri campi.
Il Disquisitiones fu il punto di inizio per il lavoro di altri matematici europei del XIX secolo, come Ernst Kummer, Peter Gustav Lejeune Dirichlet e Richard Dedekind. Molte delle annotazioni di Gauss sono in effetti annunci di ulteriori proprie ricerche, alcune di esse rimaste inedite. Sebbene le annotazioni apparissero criptiche ai suoi contemporanei, ora ci si riconoscono in particolare i semi delle teorie delle funzioni L e della moltiplicazione complessa.

### Dirichlet
In un paio di articoli del 1838 e del 1839, Peter Gustav Lejeune Dirichlet dimostrò la prima formula di classe numerica, sulle forme quadratiche (dopo rifinita dal suo studente Leopold Kronecker). La formula, definita da Jacobi come un risultato "che tocca il massimo dell'acume umano", aprì la strada a risultati simili su campi numerici più generali. Basandosi sulle proprie ricerche sulla struttura del gruppo delle unità dei campi quadratici, Dirichlet dimostrò il suo teorema delle unità, un risultato fondamentale della teoria algebrica dei numeri.
Fu il primo a utilizzare il principio dei cassetti, un ragionamento elementare di conteggio, nella dimostrazione di un teorema di approssimazione diofantea, il teorema di approssimazione di Dirichlet. Il matematico tedesco pubblicò anche importanti contributi all'ultimo teorema di Fermat, dimostrando i casi n = 5 e n = 14, e alla legge di reciprocità quartica. Il problema del divisore di Dirichlet, in cui trovò i primi risultati, è tuttora un problema irrisolto della teoria dei numeri, nonostante i successivi contributi di altri matematici.

### Dedekind
Il lavoro di Lejeune Dirichlet indusse Richard Dedekind nel suo successivo studio dei campi algebrici dei numeri e degli ideali. Nel 1863, pubblicò le lezioni di Dirichlet sulla teoria dei numeri con il titolo di Vorlesungen über Zahlentheorie (tedesco: "Lezioni sulla teoria dei numeri"), di cui è stato scritto:
"Sebbene il libro fosse sicuramente basato sulle lezioni di Dirichlet, e nonostante Dedekind stesso si riferisse al libro come di Dirichlet, l'opera fu interamente scritta da Dedekind, per la maggior parte dopo la morte di Dirichlet." (Edwards 1983).
L'edizioni del 1879 e del 1894 inclusero dei supplementi che introducevano la nozione di ideale, fondamentale nella teoria degli anelli (la parola "anello", introdotta successivamente da Hilbert, non appare nell'opera di Dedekind). Dedekind definì un ideale come un sottoinsieme di un insieme di numeri, composto dagli interi algebrici che soddisfano un'equazione polinomiale a coefficienti interi. Il concetto subì ulteriori sviluppi nelle mani di Hilbert e, in particolar modo, di Emmy Noether. Gli ideali generalizzano i numeri ideali di Ernst Eduard Kummer, progettati nel 1843 come tentativo di Kummer per dimostrare l'ultimo teorema di Fermat.

### Hilbert
David Hilbert unificò il campo della teoria algebrica dei numeri con il suo trattato del 1897, Zahlbericht. Risolse inoltre un importante problema di teoria dei numeri formulato da Waring nel 1770. Come con il teorema di finitezza, Hilbert utilizzò una dimostrazione di esistenza, mostrando che devono esistere delle soluzioni al problema piuttosto che fornire un meccanismo per produrle. 
Hilbert fece una serie di congetture sulla teoria dei campi di classi. I concetti furono molto influenti, e il suo contributi rimane nei nomi del campo delle classi di Hilbert e del simbolo di Hilbert nella teoria dei campi di classi locali. I risultati furono poi dimostrati nel 1930, grazie al lavoro di Teiji Takagi.

### Artin
Emil Artin in una serie di articoli (1924, 1927, 1930) stabilì la legge di reciprocità che porta il suo nome. Questa legge è un teorema generale nella teoria dei numeri che forma una parte centrale dell'intera teoria dei campi di classi. Il termine "legge di reciprocità" si riferisce alla lunga serie di risultati di teoria numerica che Artin generalizza, dalla legge di reciprocità quadratica insieme con quelle di Eisenstein e Kummer fino al prodotto di Hilbert per il simbolo di Hilbert. Il risultato di Artin fornì una soluzione parziale al nono problema di Hilbert.

### Teoria moderna
Intorno al 1955, i matematici giapponesi Gorō Shimura e Yutaka Taniyama osservarono un possibile collegamento tra due branche della matematica apparentemente distinte, le curve ellittiche e le forme modulari. Il successivo teorema di modularità (a quel tempo conosciuto come congettura di Taniyama–Shimura) afferma che ogni curva ellittica è modulare, cioè può essere associata a un'unica forma modulare.
All'inizio fu rigettato come improbabile o altamente speculativo, e venne preso seriamente in considerazione solo quando il teorico dei numeri André Weil trovò delle prove che supportavano la sua validità, ma nessuna dimostrazione; di conseguenza la "sorprendente" congettura fu spesso nota come congettura di Taniyama–Shimura-Weil. Divenne inoltre parte del programma Langlands, una lista di importanti congetture che avevano bisogno di una dimostrazione o una confutazione.
Dal 1993 al 1994, Andrew Wiles dimostrò il teorema di modularità per curve ellittiche semistabili, che, insieme con il teorema di Ribet, fornì una dimostrazione dell'ultimo teorema di Fermat. Quasi tutti i matematici fino ad allora avevano considerato l'ultimo teorema di Fermat e il teorema di modularità entrambi falsi o virtualmente impossibili da dimostrare, anche con i più moderni sviluppi. Wiles annunciò la sua dimostrazione nel giugno del 1993 in una versione che fu presto riconosciuta come invalida a causa di una seria lacuna in un punto chiave. La dimostrazione fu corretta da Wiles, insieme in parte con Richard Taylor; la versione finale fu rilasciata nel settembre 1994 e formalmente pubblicata nel 1995. La dimostrazione usa molte tecniche della geometria algebrica e della teoria dei numeri, e possiede molte ramificazioni in queste branche della matematica. Utilizza inoltre alcune costruzioni standard della geometria algebrica, come la categoria degli schemi e la teoria di Iwasawa, e altre tecniche del XX secolo non disponibili a Fermat.

## Concetti di base

### Fallimento della fattorizzazione unica
Un'importante proprietà dell'anello degli interi è quella di soddisfare il teorema fondamentale dell'aritmetica, cioè che ogni intero positivo possiede una fattorizzazione in numeri primi, e quest'ultima è unica a meno dell'ordine dei fattori. Questo può in generale non essere vero in un anello di interi {\displaystyle O} di un campo di numeri {\displaystyle K}.
Un elemento primo è un elemento {\displaystyle p} di {\displaystyle O} tale che se {\displaystyle p} divide un prodotto {\displaystyle ab}, allora divide uno dei fattori {\displaystyle a} o {\displaystyle b}. Questa proprietà è strettamente collegata alla primalità degli interi, poiché ogni intero positivo che la soddisfa è o {\displaystyle 1} o un numero primo. Tuttavia, questa proprietà è formalmente più debole. Per esempio, {\displaystyle -2} non è un numero primo dal momento che è negativo, ma è un elemento primo. Se fossero permesse le fattorizzazioni in elementi primi, allora, perfino negli interi, si avrebbero più fattorizzazioni, come
{\displaystyle 6=2\cdot 3=(-2)\cdot (-3).}
In generale, se {\displaystyle u} è un'unità, cioè un numero con inverso moltiplicativo in {\displaystyle O}, e se {\displaystyle p} è un elemento primo, allora {\displaystyle up} è anch'esso un elemento primo. Numeri come {\displaystyle p} e {\displaystyle up} sono detti associati. Negli interi, i primi {\displaystyle p} e {\displaystyle -p} sono associati, ma solo uno dei due è positivo. La richiesta della positività dei numeri primi seleziona un unico elemento dall'insieme degli elementi primi associati. Quando {\displaystyle K} non è l'insieme dei numeri razionali, tuttavia, non esiste un analogo del concetto di positività. Per esempio, negli interi gaussiani {\displaystyle \mathbb {Z} [i]}, i numeri {\displaystyle 1+2i} e {\displaystyle -2+i} sono associati poiché l'ultimo è il prodotto del primo per {\displaystyle i}, ma non c'è un modo per distinguerli. Questo porta a delle identità come
{\displaystyle 5=(1+2i)(1-2i)=(2+i)(2-i),}
che dimostrano che, in {\displaystyle \mathbb {Z} [i]}, non vale la fattorizzazione unica a meno dell'ordine dei fattori. Per questa ragione, si adotta la definizione di fattorizzazione unica usata nei domini a fattorizzazione unica (abbreviati con UFD). In un UFD, ogni elemento possiede una fattorizzazione in irriducibili unica a meno di associati, e a meno dell'ordine dei fattori.
Tuttavia, anche con questa definizione più debole, molti anelli di interi nei campi di numeri non ammettono fattorizzazione unica. C'è un ostacolo algebrico chiamato gruppo delle classi di ideali. Quando il gruppo delle classi di ideali è banale, l'anello è un UFD, altrimenti esiste una distinzione tra elemento primo e elemento irriducibile. Un elemento irriducibile {\displaystyle x} è un elemento tale che se {\displaystyle x=yz}, allora o {\displaystyle y} o {\displaystyle z} è un'unità. Questi sono gli elementi che non possono essere fattorizzati ulteriormente. Ogni elemento in {\displaystyle O} ammette una fattorizzazione in elementi irriducibili, ma potrebbe possederla più di una. Questo è dovuto al fatto che, mentre tutti gli elementi primi sono irriducibili, qualche elemento irriducibile può non essere primo. Per esempio, nell'anello {\displaystyle \mathbb {Z} [{\sqrt {-5}}]} i numeri {\displaystyle 3}, {\displaystyle 2+{\sqrt {-5}}} e {\displaystyle 2-{\sqrt {-5}}} sono irriducibili. Questo significa che il numero 9 ha due fattorizzazioni in elementi irriducibili,
{\displaystyle 9=3^{2}=(2+{\sqrt {-5}})(2-{\sqrt {-5}}).}
Questa uguaglianza mostra che {\displaystyle 3} divide il prodotto {\displaystyle (2+{\sqrt {-5}})(2-{\sqrt {-5}})=9}. Se {\displaystyle 3} fosse un elemento primo, allora dividerebbe uno dei due fattori, ma ciò è impossibile, poiché ogni elemento divisibile per {\displaystyle 3} è della forma {\displaystyle 3a+3b{\sqrt {-5}}}.  In modo simile, {\displaystyle 2+{\sqrt {-5}}} e {\displaystyle 2-{\sqrt {-5}}} dividono il prodotto {\displaystyle 3^{2}}, ma nessuno dei due elementi divide {\displaystyle 3}, quindi non sono primi. Poiché non esiste nessun modo di rendere equivalenti {\displaystyle 3}, {\displaystyle 2+{\sqrt {-5}}} e {\displaystyle 2-{\sqrt {-5}}}, la fattorizzazione unica fallisce in {\displaystyle \mathbb {Z} [{\sqrt {-5}}]}. Diversamente dalla situazione con le unità, dove l'unicità poteva essere riparata indebolendo la definizione, superare questo problema richiede una nuova prospettiva.

### Fattorizzazione in ideali primi
Se {\displaystyle I} è un ideale in {\displaystyle O}, allora esiste sempre una fattorizzazione
{\displaystyle I={\mathfrak {p}}_{1}^{e_{1}}\cdots {\mathfrak {p}}_{t}^{e_{t}},}
dove ogni {\displaystyle {\mathfrak {p}}_{i}} è un ideale primo, e questa espressione è unica a meno dell'ordine de fattori. In particolare, questo è valido se {\displaystyle I} è un ideale principale generato da un singolo elemento. Questo è il caso più forte in cui un anello di interi di un generale campo di numeri ammette fattorizzazione unica. Nel linguaggio della teoria degli anelli, si dice che questi anelli di interi sono domini di Dedekind.
Quando {\displaystyle O} è un UFD, ogni ideale primo è generato da un elemento primo. Altrimenti, esistono degli ideali primi che non sono generati da elementi primi. In {\displaystyle \mathbb {Z} [{\sqrt {-5}}]}, per esempio, l'ideale {\displaystyle (2,1+{\sqrt {-5}})} è un ideale primo che non può essere generato da un singolo elemento.
Storicamente, l'idea di fattorizzare gli ideali in ideali primi fu preceduta dall'introduzione dei numeri ideali di Ernst Kummer, che giacciono in un'estensione {\displaystyle E} di {\displaystyle K}. Questa estensione è ora nota come campo delle classi di Hilbert. Per il teorema degli ideali principali, ogni ideale primo di {\displaystyle O} genera un ideale principale dell'anello di interi di {\displaystyle E}. Un generatore di questo ideale principale viene chiamato numero ideale. Kummer li utilizzò come sostituti per il fallimento della fattorizzazione unica nei campi ciclotomici. Questo alla fine portò Richard Dedekind a introdurre un precursore del concetto di ideale e a dimostrare la fattorizzazione unica degli ideali.
Un ideale che è primo nell'anello di interi in un campo di numeri potrebbe perdere la primalità in un campo numerico più grande. Si considerino, per esempio, i numeri primi. Gli ideali corrispondenti {\displaystyle p\mathbb {Z} } sono primi nell'anello {\displaystyle \mathbb {Z} }. Tuttavia, quando questo ideale viene esteso agli interi gaussiani per ottenere {\displaystyle p\mathbb {Z} [i]}, potrebbe non essere primo. Per esempio, la fattorizzazione {\displaystyle 2=(1+i)(1-i)} implica che
{\displaystyle 2\mathbb {Z} [i]=(1+i)\mathbb {Z} [i]\cdot (1-i)\mathbb {Z} [i]=((1+i)\mathbb {Z} [i])^{2};}
da notare che, poiché {\displaystyle 1+i=(1-i)\cdot i}, gli ideali generati da {\displaystyle 1+i} e {\displaystyle 1-i} sono gli stessi. Una completa risposta al problema di quali ideali rimangono primi negli interi gaussiani è fornita dal teorema di Fermat sulle somme di due quadrati. Il teorema implica che per un numero primo dispari {\displaystyle p}, {\displaystyle p\mathbb {Z} [i]} è un primo ideale se e solo se {\displaystyle p\equiv 3\!\!{\pmod {4}}}. Questo, insieme con l'osservazione che l'ideale {\displaystyle (1+i)\mathbb {Z} [i]} è primo, fornisce una completa descrizione degli ideali primi negli interi gaussiani. Generalizzare questo semplice risultato a anelli di interi più generali è un problema fondamentale nella teoria algebrica dei numeri. La teoria dei campi di classi raggiunge questo obiettivo quando {\displaystyle K} è un'estensione abeliana di {\displaystyle \mathbb {Q} } (cioè un'estensione di Galois con un gruppo di Galois abelieano).

### Gruppo delle classi di ideali
La fattorizzazione unica fallisce se e solo se esistono degli ideali primi non principali. L'oggetto che determina se un ideale primo è principale o no è il gruppo delle classi di ideali. Per definire il gruppo delle classi, serve estendere l'insieme degli ideali in un anello di interi algebrici in modo che ammetta una struttura di gruppo. Per farlo, gli ideali vengono generalizzati a ideali frazionari. Un ideale frazionario è un sottogruppo additivo {\displaystyle J} di {\displaystyle K} che è chiuso sotto moltiplicazione per elementi di {\displaystyle O}, cioè che {\displaystyle xJ\subset J} se {\displaystyle x\in O}. Tutti gli ideali di {\displaystyle O} sono anche ideali frazionari. Se {\displaystyle I} e {\displaystyle J} sono ideali frazionari, allora l'insieme {\displaystyle IJ} di tutti i prodotti di un elemento di {\displaystyle I} per un elemento di {\displaystyle J} è ancora un ideale frazionario. Questa operazione trasforma l'insieme degli ideali frazionari non nulli in un gruppo. L'identità del gruppo è l'ideale {\displaystyle (1)=O}, e l'inverso di {\displaystyle J} è un quoziente ideale generalizzato, {\displaystyle J^{-1}=(O:J)={x\in K:xJ\subset O}}.
Gli ideali frazionari principali, cioè quelli della forma {\displaystyle Ox} con {\displaystyle x\in K^{\times }}, formano un sottogruppo del gruppo di tutti gli ideali frazionari non nulli. Il quoziente del gruppo degli ideali frazionari per questo sottogruppo è il gruppo delle classi di ideali. Due ideali frazionari {\displaystyle I} e {\displaystyle J} rappresentano lo stesso elemento nel gruppo di classi se e solo se esiste un elemento {\displaystyle x\in K} tale che {\displaystyle xI=J}. Perciò, se un ideale frazionario è "vicino" a essere principale allo stesso modo di un altro ideale, allora il gruppo delle classi di ideali li rende equivalenti. Il gruppo delle classi di ideali è generalmente indicato con {\displaystyle \operatorname {Cl} K}, {\displaystyle \operatorname {Cl} O}, oppure {\displaystyle \operatorname {Pic} K} (con l'ultima notazione si identifica con il gruppo di Picard in geometria algebrica).
Il numero di elementi in un gruppo di classi viene chiamato il numero di classi di {\displaystyle K}. Ad esempio, il numero di classi di {\displaystyle \mathbb {Q} ({\sqrt {-5}})} è {\displaystyle 2}. Questo significa che ci sono solo due classi di ideali: la classe degli ideali frazionari principali, e la classe di quelli non principali come {\displaystyle (2,1+{\sqrt {-5}})}.
Il gruppo di classi possiede un'altra descrizione in termini dei divisori. Quest'ultimi sono oggetti formali che rappresentano delle possibili fattorizzazioni di numeri. Il gruppo dei divisori {\displaystyle \operatorname {Div} K} è definito come il gruppo abeliano libero generato dagli ideali primi di {\displaystyle O}. Esiste un omomorfismo di gruppo da {\displaystyle K^{\times }}, gli elementi non nulli di {\displaystyle K}, a {\displaystyle \operatorname {Div} K}. Si supponga che {\displaystyle x\in K} soddisfi
{\displaystyle (x)={\mathfrak {p}}_{1}^{e_{1}}\cdots {\mathfrak {p}}_{t}^{e_{t}}.}
Allora il divisore {\displaystyle \operatorname {div} x} è definito come
{\displaystyle \operatorname {div} x=\sum _{i=1}^{t}e_{i}[{\mathfrak {p}}_{i}].}
Il nucleo di {\displaystyle \operatorname {div} } è il gruppo dell'unità di {\displaystyle O}, mentre il conucleo è il gruppo delle classi di ideali. Nel linguaggio dell'algebra omologica, significa che esiste una successione esatta di gruppi abeliani (in senso moltiplicativo),
{\displaystyle 1\to O^{\times }\to K^{\times }{\xrightarrow {\text{div}}}\operatorname {Div} K\to \operatorname {Cl} K\to 1.}

### Immersioni reali e complesse
Alcuni campi di numeri, come {\displaystyle \mathbb {Q} ({\sqrt {2}})}, possono essere visti come sottocampi dei numeri reali. Altri invece, come {\displaystyle \mathbb {Q} ({\sqrt {-1}})}, non possono. In modo astratto, queste specificazione corrispondono a un omomorfismo di campo {\displaystyle K\to \mathbb {R} } o {\displaystyle K\to \mathbb {C} }, chiamati rispettivamente immersioni reali e immersioni complesse.
Un campo reale quadratico {\displaystyle \mathbb {Q} ({\sqrt {a}})}, con {\displaystyle a\in \mathbb {R} }, {\displaystyle a>0} e {\displaystyle a} non un quadrato perfetto, viene chiamato così poiché ammette due immersioni reale ma nessuna complessa. Queste corrispondono agli omomorfismi che mandano {\displaystyle {\sqrt {a}}} in {\displaystyle {\sqrt {a}}} e in {\displaystyle {\sqrt {a}}}, rispettivamente. In modo opposto, un campo immaginario quadratico {\displaystyle \mathbb {Q} ({\sqrt {-a}})} ammette solo una coppia coniugata di immersioni complesse. Una di queste immersioni manda {\displaystyle {\sqrt {-a}}} in {\displaystyle {\sqrt {-a}}}, mentre l'altra nel suo complesso coniugato, {\displaystyle -{\sqrt {-a}}}.
Convenzionalmente, il numero d'immersioni reali di {\displaystyle K} viene indicato con {\displaystyle r_{1}}, mentre il numero di coppie coniugate di immersioni complesse con {\displaystyle r_{2}}. La segnatura di {\displaystyle K} è la coppia {\displaystyle (r_{1},r_{2})}. Esiste un teorema il quale afferma che {\displaystyle r_{1}+2r_{2}=d}, dove {\displaystyle d} è il grado di {\displaystyle K}.
Considerando tutte le immersioni insieme, si determina una funzione
{\displaystyle M\colon K\to \mathbb {R} ^{r_{1}}\oplus \mathbb {C} ^{2r_{2}}.}
Questa viene chiamata immersione di Minkowski. Il sottospazio del codominio fissato dalla coniugazione complessa è uno spazio vettoriale reale di dimensione {\displaystyle d} chiamato spazio di Minkowski. Dal momento che l'immersione di Minkowski è definita tramite omomorfismi di campi, la moltiplicazione di un elemento di {\displaystyle K} per un elemento {\displaystyle x\in K} corrisponde alla moltiplicazione per una matrice diagonale nell'immersione di Minkowski. Il prodotto scalare nello spazio di corrisponde a {\displaystyle \langle x,y\rangle =\operatorname {Tr} (xy)}, dove {\displaystyle \operatorname {Tr} } indica la traccia.
L'immagine di {\displaystyle O} sotto immersione di Minkowski è un reticolo d-dimensionale. Se {\displaystyle B} è una base di questo reticolo, allora {\displaystyle \det B^{T}B} è il discriminante di {\displaystyle O}, indicato con {\displaystyle \Delta } oppure con {\displaystyle D}. Il covolume dell'immagine di {\displaystyle O} è {\displaystyle {\sqrt {|\Delta |}}}.

### Posti
Le immersioni reali e complesse possono essere messe sullo stesso piano degli ideali primi adottando una prospettiva basata sulle valutazioni. Si consideri, per esempio, gli interi. Oltre all'usuale funzione valore assoluto {\displaystyle |\cdot |\colon \mathbb {Q} \to \mathbb {R} }, esistono i valori assoluti p-adici {\displaystyle |\cdot |_{p}\colon \mathbb {Q} \to \mathbb {R} }, definiti per ogni numero primo {\displaystyle p}, che misurano la divisibilità per {\displaystyle p}. Il teorema di Ostrowski afferma che questi sono tutti i possibili valori assoluti su {\displaystyle \mathbb {Q} } (a meno di equivalenze). Pertanto, i valori assoluti sono un comune linguaggio per descrivere sia le immersioni reali di {\displaystyle \mathbb {Q} } sia i numeri primi.
Un posto di un campo algebrico di numeri è una classe d'equivalenza dei valori assoluti su {\displaystyle K}. Esistono due tipi di posti. C'è un valore assoluto {\displaystyle {\mathfrak {p}}}-adico per ogni ideale primo {\displaystyle {\mathfrak {p}}} di {\displaystyle O}, e, allo stesso modo dei valori assoluti p-adici, misura la divisibilità. Questi vengono chiamati posti finiti. L'altro tipo di posto è definito usando un'immersione reale o complessa di {\displaystyle K} e il valore assoluto standard su {\displaystyle \mathbb {R} } o {\displaystyle \mathbb {C} }. Questi invece sono i posti infiniti. Poiché i valori assoluti non sono in grado di distinguere un'immersione complessa dalla sua coniugata, una coppia coniugata di immersioni determina lo stesso posto. Quindi, esistono {\displaystyle r_{1}} posti reali e {\displaystyle r_{2}} posti complessi. Dato che i posti sono collegati ai numeri primi, i posti vengono spesso chiamati primi.  In questo modo, i posti finiti (infiniti) vengono chiamati primi finiti (infiniti). Se {\displaystyle v} è una valutazione corrispondente a un valore assoluto, frequentemente si scrive {\displaystyle v\mid \infty } per indicare che {\displaystyle v} è un posto infinito e {\displaystyle v\nmid \infty } in caso contrario.
Considerando tutti insieme i posti di un campo, si produce l'anello degli adeli del campo numerico. L'anello adelico permette di tracciare simultaneamente tutti i dati disponibili utilizzando i valori assoluti. Si hanno così dei vantaggi significanti in situazioni dove il comportamento in un posto può influenzare un altro, come nella legge di reciprocità di Artin.

### Unità
Gli interi hanno solo due unità, {\displaystyle 1} e {\displaystyle -1}. Gli interi gaussiano hanno quattro unità, le precedenti due e {\displaystyle \pm i}. Gli interi di Eisenstein {\displaystyle \mathbb {Z} [\exp {(2\pi i/3)}]} hanno sei unità. Gli interi nei campi reali quadratici hanno infinite unità. Per esempio, in {\displaystyle \mathbb {Z} [{\sqrt {3}}]}, ogni potenza di {\displaystyle 2+{\sqrt {3}}} è un'unità, e tutte queste potenze sono distinte.
In generale, il gruppo delle unità di {\displaystyle O}, indicato con {\displaystyle O^{\times }}, è un gruppo abeliano finitamente generato. Il teorema fondamentale dei gruppi abeliani finitamente generati pertanto implica che {\displaystyle O^{\times }} è una somma diretta di una torsione e di una parte libera. Reinterpretandolo nel contesto del campo numerico, la parte di torsione corrisponde alle radici dell'unità che giacciono in {\displaystyle O} e questo gruppo è ciclico. La parte libera è descritta dal teorema delle unità di Dirichlet, il quale afferma che il rango della parte libera è {\displaystyle r_{2}+r_{1}-1}. Quindi, per esempio, gli unici campi in cui il rango della parte libera è zero sono {\displaystyle \mathbb {Q} } e i campi immaginari quadratici. Si può dare anche un'affermazione più precisa fornendo la struttura di {\displaystyle O^{\times }\otimes _{\mathbb {Z} }\mathbb {Q} } come un modulo di Galois per il gruppo di Galois di {\displaystyle K/\mathbb {Q} }.
La parte libera del gruppo dell'unità si può studiare utilizzando gli infiniti posti di {\displaystyle K}. Si consideri la funzione
{\displaystyle L\colon K^{\times }\to \mathbf {R} ^{r_{1}+r_{2}}}
definita da
{\displaystyle L(x)=(\log |x|_{v})_{v},}
dove {\displaystyle v} varia fra gli infiniti posti di {\displaystyle K} e {\displaystyle |\cdot |_{v}} è il valore assoluto associato a {\displaystyle v}. La funzione {\displaystyle L} è un omomorfismo da {\displaystyle K^{\times }} a uno spazio vettoriale reale. Si può mostrare che l'immagine di {\displaystyle O^{\times }} è un reticolo che genera l'iperpiano definito da {\displaystyle x_{1}+\cdots +x_{r_{1}+r_{2}}=0}. Il covolume di questo reticolo è il regolatore del campo di numeri. Lavorando con l'anello degli adeli, si ha il vantaggio che esiste un singolo oggetto, il gruppo delle classi di ideli, che descrive sia il quoziente per questo reticolo sia il gruppo delle classi di ideali.

### Funzione zeta
La funzione zeta di Dedekind di un campo di numeri, analoga della funzione zeta di Riemann, è un oggetto analitico che descrive il comportamento degli ideali primi in {\displaystyle K}. Quando {\displaystyle K} è un'estensione abeliana di {\displaystyle \mathbb {Q} }, le funzioni zeta di Dedekind sono prodotti di funzioni L di Dirichlet, con un fattore per ogni carattere di Dirichlet. Il carattere banale corrisponde alla funzione zeta di Riemann. Quando {\displaystyle K} è un'estensione di Galois, la funzione zeta di Dedekind è la funzione L di Artin della rappresentazione regolare del gruppo di Galois di {\displaystyle K}, e possiede inoltre una fattorizzazione in termini delle rappresentazioni di Artin irriducibili del gruppo di Galois.
La funzione zeta è collegata ad altri invarianti, descritti sopra dalla formula di classe numerica.

### Campi locali
Il completamento di un campo numerico {\displaystyle K} a un posto {\displaystyle w} produce un campo completo. Se la valutazione è archimedea, si ottiene {\displaystyle \mathbb {R} } o {\displaystyle \mathbb {C} }, altrimenti se non è archimedea e giace su un primo {\displaystyle p} dei razionali, si ha un'espansione finita {\displaystyle K_{w}/\mathbb {Q} _{p}}: un campo completo a valori discreti con campo residuo finito. Questo processo semplifica l'aritmetica del campo e permette lo studio locale dei problemi. Per esempio, si può dedurre facilmente il teorema di Kronecker-Weber dal suo corrispettivo enunciato locale. La filosofia dietro lo studio dei campi locali è largamente motivata dai metodi geometrici. In geometria algebrica, è molto comune studiare le varietà localmente a un punto localizzando un ideale massimo. L'informazione globale viene poi recuperata "incollando" insieme i dati locali. Questo spirito viene adottato anche in teoria algebrica dei numeri, quando, dato un primo nell'anello degli interi algebrici di un campo numerico, si desidera studiare il campo localmente a quel primo.

## Maggiori risultati

### Finitezza del gruppo delle classi
Uno dei classici risultati nella teoria algebrica dei numeri è che il gruppo delle classi di ideali di un campo algebrico di numeri {\displaystyle K} è finito. L'ordine del gruppo delle classi viene detto il numero di classi, ed è spesso indicato con la lettera {\displaystyle h}.

### Teorema dell'unità di Dirichlet
Il teorema dell'unità di Dirichlet fornisce una descrizione della struttura del gruppo moltiplicativo dell'unità {\displaystyle O^{\times }} dell'anello di interi {\displaystyle O}. In particolare, afferma che {\displaystyle O^{\times }} è isomorfo a {\displaystyle G\times \mathbb {Z} ^{r}}, dove {\displaystyle G} è il gruppo ciclico finito che contiene tutte le radici dell'unità in {\displaystyle O}, {\displaystyle r=r_{1}+r_{2}-1}, {\displaystyle r_{1}} (rispettivamente, {\displaystyle r_{2}}) indica il numero di immersioni reali (rispettivamente, coppie di immersioni non reali coniugate) di {\displaystyle K}. In altre parole, {\displaystyle O^{\times }} è un gruppo abeliano finitamente generato di rango {\displaystyle r_{1}+r_{2}-1}, la cui torsione consiste delle radici dell'unità in {\displaystyle O}.

### Leggi di reciprocità
In termini del simbolo di Legendre, la legge di reciprocità quadratica per primi dispari positivi afferma che
{\displaystyle \left({\frac {p}{q}}\right)\left({\frac {q}{p}}\right)=(-1)^{{\frac {p-1}{2}}{\frac {q-1}{2}}}.}
Una legge di reciprocità è una generalizzazione della legge di reciprocità quadratica.
Ci sono molti modi differenti per esprimere le leggi di reciprocità. Quelle trovate inizialmente nel XIX secolo venivano espresse in termini del simbolo del residuo di potenza {\displaystyle (p/q)}, generalizzazione del simbolo di Legendre,  che descrive quando un numero primo è una residuo della potenza n-esima modulo un altro primo.  Hilbert riformulò le leggi di reciprocità affermando che il prodotto su {\displaystyle p} dei simboli di Hilbert {\displaystyle (a,b/p)}, a valori nelle radici dell'unità, è uguale a {\displaystyle 1}. La legge di reciprocità descritta invece da Artin asserisce che il simbolo di Artin dagli ideali agli elementi di un gruppo di Galois è banale su un certo sottogruppo. Le moderne generalizzazioni esprimono le leggi di reciprocità attraverso le coomologie di gruppi o le rappresentazioni di gruppi adelici oppure gruppi K-algebrici.

### Formula delle classi numeriche
La formula delle classi numeriche collega invarianti molto importanti di un campo numerico a un valore speciale della sua funzione zeta di Dedekind.

## Aree collegate
La teoria algebrica dei numeri interagisce con molte altre discipline matematiche. Ad esempio, utilizza strumenti dall'algebra omologica e, attraverso l'analogia tra campi di funzioni e campi di numeri, sfrutta tecniche e idee della geometria algebrica. Inoltre, lo studio di schemi di dimensione maggiore su {\displaystyle \mathbb {Z} } invece di altri anelli di interi viene indicato come geometria aritmetica. La teoria algebrica dei numeri viene anche usata nello studio nelle 3-varietà aritmetiche iperboliche.

### Testi introduttivi
- William Stein, Algebraic Number Theory, A Computational Approach. (PDF), 2012.
- Kenneth Ireland e Michael Rosen, A classical introduction to modern number theory, vol. 84, Springer Science & Business Media, 2013, DOI:10.1007/978-1-4757-2103-4.
- Ian Stewart e David Tall, Algebraic number theory and Fermat's last theorem., CRC Press, 2015.

### Testi intermedi
- Daniel A. Marcus, Number fields, vol. 8, New York, Springer, 1977.

### Testi avanzati
- Cassels, J. W. S.; Fröhlich, Albrecht, eds., Algebraic number theory, London, Academic Press, 1967, MR 0215665
- Albrecht Fröhlich e Martin J. Taylor, Algebraic number theory, in Cambridge Studies in Advanced Mathematics, vol. 27, Cambridge University Press, 1993, ISBN 0-521-43834-9, MR 1215934.
- Serge Lang, Algebraic number theory, in Graduate Texts in Mathematics, vol. 110, 2ª ed., New York, Springer-Verlag, 1994, ISBN 978-0-387-94225-4, MR 1282723.
- Jürgen Neukirch, Algebraic Number Theory. Grundlehren der mathematischen Wissenschaften, vol. 322, Berlino, Springer-Verlag, 1999, ISBN 978-3-540-65399-8, MR 1697859, Zbl 0956.11021.